# Le Baleinié
Le Baleinié, dictionnaire des tracas est un livre à tendance humoristique de Christine Murillo, Jean-Claude Leguay et Grégoire Oestermann. Non loin des définitions d'Ambrose Bierce et de son Dictionnaire du Diable, le Baleinié revêt parfois un caractère plus poétique. Il s'agit d'un recueil d'une centaine de néologismes ayant pour thème les désagréments de la vie quotidienne (par exemple, la « plute » pour l'étiquette du prix oubliée sur un cadeau ; « abrataphier » pour le fait de se prendre la manche dans la poignée de la porte un bol de café à la main ; le « boulbos » pour le camion qui vous masque systématiquement le panneau sur l'autoroute ; la « hize » pour la vieille gaffe qui vous hante encore).
Autre exemple :  jubjoter, émerger d'un rêve sans savoir la fin et tenter d'y retourner pour connaitre la suite.
Le Baleinié est un véritable dictionnaire comportant plusieurs entrées :
1. Alphabétique
2. Un lexique
3. Un classement par rubriques thématiques

Ainsi que des règles grammaticales, par exemple : Ousse est un préfixe qui accentue la sémantique du mot ; quitte à la modifier quelque peu (par exemple, « ousse-plute » pour l'étiquette oubliée sur un cadeau… qui était en solde).
Les illustrations des trois tomes sont de Daniel Pudles.
Citation : « Souffrir avec précision, c'est mieux savoir vivre mal »

## Éditions
- Le Baleinié, dictionnaire des tracas, Christine Murillo, Jean-Claude Leguay, et Grégoire Oestermann. Seuil 2003.  (ISBN 2-02-062803-1)
- Le Baleinié, dictionnaire des tracas. Tome II Christine Murillo, Jean-Claude Leguay, Grégoire Oestermann. Seuil 2005.  (ISBN 2-02-078759-8)[2]
- Le Baleinié, dictionnaire des tracas. Tome III Christine Murillo, Jean-Claude Leguay, Grégoire Oestermann. Seuil 2007.  (ISBN 978-2-02-096587-3)
- En 2013, le quatrième tome est sorti[3].
- Un livre regroupant les trois premiers tomes est également paru[4].